# 北海道開発名誉作業隊
北海道開発名誉作業隊（ほっかいどうかいはつめいよさぎょうたい）とは、1948年（昭和23年）から3年間実施された刑務所の受刑者を対象とする構外作業プログラムである。

## 概要
戦後、GHQは受刑者の処遇に関する様々な指令を発した。「北海道開発名誉作業隊」もその一つで、全国から選抜された受刑者を北海道開発事業に従事させ、なおかつ開放的処遇を通じて受刑者の更生を目指すという意欲的な試みであった。「受刑者による北海道開発」というと明治時代の集治監の過酷労働が有名であるが、それとは一線を画し、あくまでも教育的効果を狙ったものであった。そのため、作業報奨金は最高額が支給され、仮釈放についても優遇措置が採られた。
受刑者と監督する刑務官は、刑務所ごとに「作業班」を編成し、北海道各地で河川改修や道路補修に従事した。刑務所ごとの編成にしたことで、受刑者・刑務官相互の連帯感を醸成し、脱走などの様々な問題の防止に役立ったという。また、地元住民の評判も上々だった。
しかし、ドッジ・ラインに端を発するドッジ不況が到来したことで、一般労働者の職の確保が必要との思惑からわずか3年で廃止されることとなった。